# Кублик, Николай Алексеевич
Николай Алексеевич Ку́блик (укр. Микола Олексійович Кублик; 18 января 1948, Днепропетровск — 28 июня 1995, там же) — советский и украинский художник-живописец, лауреат областной премии имени Г. Петровского (1976). Брат-близнец художника Михаила Кублика.
В 1971 году окончил Ленинградское высшее художественно-промышленное училище имени В. И. Мухиной. В 1975—1995 годах работал на Днепропетровском художественно-производственном комбинате. С 1976 года участвовал в областных и всеукраинских художественных выставках. С 1977 года — член Союза художников Украины.
Автор многофигурных сюжетных картин на историческую, евангельскую и современную (в частности, героическую и производственную) тематику, а также пейзажей. По мнению искусствоведа Л. В. Тверской, его творчество характеризуется многослойностью образов, точностью композиционных акцентов, богатством тонального колорита. Отдельные полотна хранятся в Днепропетровском художественном музее.

## Основные произведения
- «Сводка» (1976)
- «Ремонтники» (1976)
- «Забастовка» (1977)
- «На колесопрокатном стане» (1977)
- «Всегда наготове» (1977)
- «Эскорт» (1977),
- «Первые декреты» (1978)
- «Юные мореплаватели» (1978)
- «За власть советов» (1978)
- «Юнги» (1979)
- «На защиту революции» (1980)
- «Всегда на переднем крае» (1980)
- «Металлург» (1980)
- «Коммунист» (1981)
- «На землю родную» (1983)
- «Русский характер» (1983)
- «Жаркое лето 1941 года» (1985)
- «Бригада доменщиков горнового Г. Линенко» (1985)
- «Розы и лимоны» (1989)
- «Крепость Еникале» (1990)